# 疋田康行
疋田 康行（ひきた やすゆき、1949年 - ）は、日本史学者、経済学者。日本資本輸出史専攻。立教大学名誉教授。立教大学副総長や公益社団法人私立大学情報教育協会副会長等も務めた。

## 人物・経歴
東京都出身。1968年東京教育大学附属高等学校（現・筑波大学附属高等学校）を経て、1973年一橋大学経済学部卒業。マルクス経済学の種瀬茂ゼミに所属し、学生自治会活動にも参加。1979年一橋大学大学院経済学研究科博士課程単位修得。大学院では講座派日本史学者の中村政則ゼミに所属。
横浜国立大学経済学部非常勤講師を経て、1981年、立教大学経済学部の日本資本主義発達史講座専任講師に就任。助教授、経営学科長を経て、1992年教授。1997年経済学部長、2000年教務部長、2006年総長室長、2007年副総長（総括）兼総長室長、2013年公益社団法人私立大学情報教育協会副会長。2015年立教大学名誉教授。須永徳武立教大教授は大学院時代疋田ゼミで指導を受けた。

## 著書
- 『戦時日本の対東南アジア経済支配の総合的研究』	文部省科学研究費補助金研究成果報告書（1990年）
- 『「南方共栄圏」―戦時日本の東南アジア経済支配』多賀出版 (1995年)
- 『経済・経営情報処理マニユアル作成のための研究と実践 : データベース利用の経済学・経営学系「一般情報処理」教育法の開発』文部省科学研究費補助金研究成果報告書（1996年）